# Alberto Trevisan
Alberto Trevisan SAC (* 22. Juni 1916 in Novo Treviso, Santa Catarina; † 19. März 1998) war ein brasilianischer Ordensgeistlicher und römisch-katholischer Weihbischof in São Sebastião do Rio de Janeiro.

## Leben
Alberto Trevisan trat der Ordensgemeinschaft der Pallottiner bei und empfing am 27. Dezember 1942 das Sakrament der Priesterweihe. 
Am 25. Februar 1964 ernannte ihn Papst Paul VI. zum Titularbischof von Centuriones und zum Weihbischof im Brasilianischen Militärordinariat. Der Militärerzbischof von Brasilien, José Newton de Almeida Baptista, spendete ihm am 17. Mai desselben Jahres die Bischofsweihe; Mitkonsekratoren waren der Bischof von Santa Maria, Luís Victor Sartori, und der Bischof von Frederico Westphalen, João Aloysio Hoffmann.
1966 bestellte ihn Paul VI. zum Weihbischof in São Sebastião do Rio de Janeiro. Alberto Trevisan trat am 31. März 1973 als Weihbischof in São Sebastião do Rio de Janeiro zurück. 